# Rodemack
Rodemack é uma comuna francesa na região administrativa de Grande Leste, no departamento de Mosela. Estende-se por uma área de 9,96 km². Em 2010 a comuna tinha 1 280 habitantes (densidade: 128,5 hab./km²).
Pertence à rede das As mais belas aldeias de França.